# Thieboudienne
Ceebu Jën (grafia em uolofe), também grafado “thiéboudienne”  e pronunciado “tchê-bu-djene”, que significa “arroz com peixe”, é por vezes considerado o prato nacional do Senegal. A sua preparação compreende três etapas: (1) fritar peixe, fresco e seco ou fumado, que foi previamente recheado com “roff”; (2) cozinhar vegetais, mais importante o tomate, usando o óleo de fritar o peixe; e (3) cozer arroz no molho em que cozeram os vegetais. Pode dizer-se que é uma espécie de pilaf africano.
Preparar o “roff” com pimento, cebola e alho picados, ervas aromáticas (salsa, louro, coentro), malagueta e óleo, se necessário, para fazer uma pasta; rechear os peixes. Fritar os peixes recheados em óleo de cozinha ou óleo de palma (para aumentar a cor) e retirá-los do óleo. Juntar ao óleo cebola cortada, bastante tomate, cenoura, mandioca, batata ou inhame cortados, e água suficiente para cozer os tubérculos; deixar em fogo brando até ficarem macios; juntar verduras, como folhas de qualquer planta comestível, repolho, quiabo, abobrinhas (“courgettes”), beringela, colocar por cima o peixe frito, tapar e deixar cozinhar em fogo brando. Retirar para outra panela o líquido suficiente para cozer o arroz, que deve ficar bem vermelho e com uma fina crosta agarrada ao fundo da panela; quando estiver cozido, deita-se num (ou vários) prato de servir, junta-se a crosta do arroz, o “xooñ”, e por cima e à volta, o peixe e os vegetais; guarnece-se com salsa picada e pedaços de lima. Serve-se com “jus de bissap” (refresco de chá de hibisco) e termina-se a refeição com chá verde com hortelã.
No Gana, este prato é chamado "tchepo-djen". .